# Niels Hoffmeyer (författare)
Niels Volkmer Biering Hoffmeyer, född 5 december 1874, död 21 maj 1946, var en dansk författare.
Hoffmeyer debuterade 1900 med skådespelet Anna Raage. Han bodde länge i Italien, som han skildrade allsidigt bland annat i romanerna Verden venter (1906), novellsamlingen Det Meningsløse samt i sina memoarer. Hans främsta verk är romanserien Dagen (3 band, 1906-08), hans mest bekanta bok forntidsskildringen Babylon (1904).